# Judaïtzant
Judaïtzant és un terme que en l'actualitat és restringit a l'ús historiogràfic, que presenta una certa polisèmia (reflectida en les definicions del DRAE i del GDLC), i pot fer referència:
- Al que es converteix al judaisme o bé segueix o imita els seus ritus.[1]
- Al que, sent d'una altra religió (especialment el cristianisme):

- practica públicament ritus i cerimònies del judaisme.
- practica ocultament el judaisme (postura denominada acadèmicament criptojudaisme).

- Al que, independentment de les seves creences i pràctiques religioses, se li atribuïa socialment la propensió a judaïtzar per raó de la seva condició ètnica o ascendència, i era objecte d'una fortíssima discriminació: o

Particularment, en els regnes cristians de la Península Ibèrica durant la baixa edat mitjana i l'Antic Règim (especialment en la Corona de Castella i el Regne de Portugal, però també en els de la Corona d'Aragó i en el regne de Navarra), era la situació dels denominats marrans, la condició dels quals de cristians nous era viscuda de manera molt diferent per cadascun d'ells.
Particularment, a Mallorca, era la situació de la comunitat que va rebre el nom de xuetes.